# Primera dama e primer caballero dell'Argentina
La primera dama (prima signora) o primer caballero (primo signore) dell'Argentina è il titolo non ufficiale spettante al coniuge del Presidente dell'Argentina.

## Ruolo
La figura di primera dama/primer caballero designa una carica non elettiva, che non svolge funzioni ufficiali e non percepisce alcuno stipendio ma che, per il ruolo a essa/o spettante, partecipa ad attività umanitarie e di beneficenza. Molte primera dama hanno assunto un ruolo attivo nella campagna del presidente consorte. Evita Perón (1919-1952), seconda moglie del presidente Juan Domingo Perón e Primera dama dal 1946 fino alla sua morte, è considerata la first lady più importante e influente, nota per il suo lavoro in molte cause di beneficenza e femministe. Prima della sua morte, il Congresso nazionale dell'Argentina l'ha nominata "Leader spirituale della nazione". Isabel Perón, terza moglie di Juan Domingo Perón, è stata la prima donna a diventare presidente dell'Argentina dopo essere stata Primera dama, succedendo al marito nel 1974. Zulema María Eva Menem, soprannominata "Zulemita", è stata la prima e unica figlia di un presidente a fungere da first lady. L'ex presidente Néstor Kirchner (1950-2010) è fino ad oggi l'unico primer caballero, diventato tale dopo che la moglie Cristina Fernández gli è succeduta alla guida della nazione.

## Elenco
| N° | Primera dama / Primer caballero | Presidente                  | Nascita | Morte | Periodo       |
| 1  | Juana del Pino                  | Bernardino Rivadavia        | 1786    | 1841  | 1826–1827     |
| 2  | Lucía Petrona Riera             | Vicente López y Planes      | 1794    | 1887  | 1827          |
| 3  | Facunda Dolores Costa           | Justo José de Urquiza       | 1831    | 1896  | 1855–1860     |
| 4  | Modesta García                  | Santiago Derqui             | 1825    | 1885  | 1860–1861     |
| 5  | Rosa Juana Heredia              | Juan Esteban Pedernera      | 1805    | 1886  | 1861          |
| 6  | Delfina María Luisa Vedia       | Bartolomé Mitre             | 1819    | 1882  | 1862–1868     |
| 7  | Benita Agustina Martínez        | Domingo Faustino Sarmiento  | 1819    | 1890  | 1868–1874     |
| 8  | Carmen Nóbrega Miguens          | Nicolás Avellaneda          | 1836    | 1899  | 1874–1880     |
| 9  | Clara Funes                     | Julio Argentino Roca        | 1849    | 1890  | 1880–1886     |
| 10 | Elisa Funes                     | Miguel Ángel Juárez Celman  | 1853    | 1933  | 1886–1890     |
| 11 | Carolina Ignacia Lagos          | Carlos Pellegrini           | 1852    | 1925  | 1890–1892     |
| 12 | Cipriana Lahitte                | Luis Sáenz Peña             | 1829    | 1916  | 1892–1895     |
| 13 | Leonor Tezanos Pinto            | José Evaristo Uriburu       | 1850    | 1916  | 1895–1898     |
|    | Nessuna                         | Julio Argentino Roca        |         |       | 1898–1904     |
| 14 | Susana Rodríguez Viana          | Manuel Quintana             | 1843    | 1930  | 1904–1906     |
| 15 | Josefa Julia Bouquet            | José Figueroa Alcorta       | 1863    | 1941  | 1906–1910     |
| 16 | Rosa Isidora González           | Roque Sáenz Peña            | 1858    | 1948  | 1910–1914     |
|    | Nessuna                         | Victorino de la Plaza       |         |       | 1914–1916     |
|    | Nessuna                         | Hipólito Yrigoyen           |         |       | 1916–1922     |
| 17 | Regina Isabel Luisa Pacini      | Marcelo T. de Alvear        | 1871    | 1965  | 1922–1928     |
|    | Nessuna                         | Hipólito Yrigoyen           |         |       | 1928–1930     |
| 18 | Aurelia Madero                  | José Félix Uriburu          | 1873    | 1959  | 1930–1932     |
| 19 | Ana Encarnación Bernal          | Agustín Pedro Justo         | 1878    | 1942  | 1932–1938     |
| 20 | María Luisa Iribarne            | Roberto M. Ortiz            | 1887    | 1940  | 1938–1942     |
| 21 | María Delia Luzuriaga           | Ramón S. Castillo           | 1881    | 1955  | 1942–1943     |
| 22 | Delia Sixta Borda               | Arturo Rawson               | 1895    | 1983  | 1943          |
| 23 | María Inés Lobato Mulle         | Pedro Pablo Ramírez         | 1892    | 1947  | 1943–1944     |
| 24 | Conrada Victoria Torni          | Edelmiro Farrell            | 1893    | 1977  | 1944–1946     |
| 25 | Evita Perón                     | Juan Domingo Perón          | 1919    | 1952  | 1946–1952     |
|    | Nessuna                         | Juan Domingo Perón          |         |       | 1952–1955     |
| 26 | Delina del Carmen Botana        | José Domingo Molina         | 1919    |       | 1955          |
| 27 | Mercedes Villada Achával        | Eduardo Lonardi             | 1903    | 1988  | 1955          |
| 28 | Sara Lucía Herrera              | Pedro Eugenio Aramburu      | 1910    | 1997  | 1955–1958     |
| 29 | Elena Luisa María Faggionatto   | Arturo Frondizi             | 1907    | 1991  | 1958–1962     |
| 30 | Purificación Areal              | José María Guido            | 1921    | 1998  | 1962–1963     |
| 31 | Silvia Elvira Martorell         | Arturo Umberto Illia        | 1915    | 1966  | 1963–1966     |
| 32 | María Emilia Green Urien        | Juan Carlos Onganía         | 1915    | 1990  | 1966–1970     |
| 33 | Betty Nelly Andrés              | Roberto Marcelo Levingston  | 1926    |       | 1970–1971     |
| 34 | Ileana María Bell Bidart        | Alejandro Agustín Lanusse   | 1919    | 2012  | 1971–1973     |
| 35 | María Georgina Cecilia Acevedo  | Héctor José Cámpora         | 1917    | 1994  | 1973          |
| 36 | Norma Beatriz López Rega        | Raúl Alberto Lastiri        | 1945    |       | 1973          |
| 37 | María Estela Martínez           | Juan Domingo Perón          | 1931    |       | 1973–1974     |
|    | Nessuno                         | Isabel Martínez de Perón    |         |       | 1974–1976     |
| 38 | Alicia Raquel Hartridge         | Jorge Rafael Videla         | 1927    |       | 1976–1981     |
| 39 | Nélida Giorgio Valente          | Roberto Eduardo Viola       | 1926    | 2004  | 1981          |
| 40 | Hebe Angélica Aprile            | Carlos Alberto Lacoste      | 1931    |       | 1981          |
| 41 | Lucía Noemí Gentili             | Leopoldo Fortunato Galtieri | 1926    |       | 1981–1982     |
| 42 | María Beatriz Dauna             | Alfredo Oscar Saint-Jean    | 1930    |       | 1982          |
| 43 | Nilda Raquel Belén              | Reynaldo Benito Bignone     | 1928    | 2013  | 1982–1983     |
| 44 | María Lorenza Barreneche        | Raúl Alfonsín               | 1926    | 2016  | 1983–1989     |
| 45 | Zulema Fátima Yoma              | Carlos Saúl Menem           | 1942    |       | 1989–1991     |
| 46 | Zulema María Eva Menem          | Carlos Saúl Menem           | 1970    |       | 1991–1999     |
| 47 | Inés Pertiné Urien              | Fernando de la Rúa          | 1942    |       | 1999–2001     |
| 48 | María Alicia Mazzarino          | Adolfo Rodríguez Saá        | 1948    |       | 2001          |
| 49 | Hilda Beatriz González          | Eduardo Duhalde             | 1946    |       | 2002–2003     |
| 50 | Cristina Elisabet Fernández     | Néstor Kirchner             | 1953    |       | 2003–2007     |
| 51 | Néstor Carlos Kirchner          | Cristina Fernández          | 1950    | 2010  | 2007–2010     |
|    | Nessuno                         | Cristina Fernández          |         |       | 2010-2015     |
| 52 | Juliana Awada                   | Mauricio Macrì              | 1974    |       | 2015-2019     |
| 53 | Fabiola Yáñez                   | Alberto Fernàndez           | 1981    |       | 2019-2023     |
|    | Nessuno                         | Javier Milei                |         |       | 2023-presente |